# Leucoplast

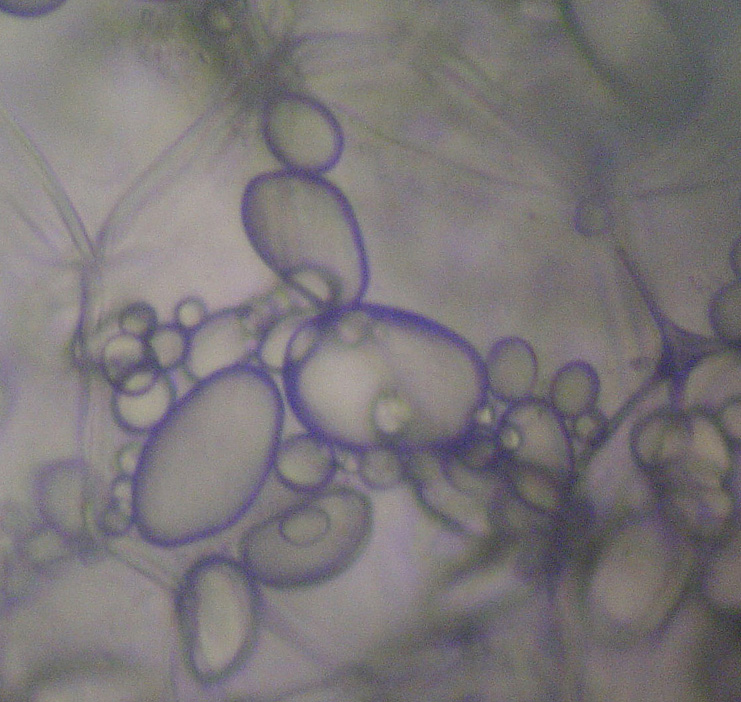
Amiloplasts de cèl·lules de patata, uns dels diferents subtipus de leucoplasts.

Els leucoplasts són uns orgànuls que es poden trobar en les cèl·lules vegetals, essent un tipus de plastidis. No presenten pigments, en contraposició a altres plastidis, com p.e. els cloroplasts.
Es troben en arrels i altres teixits no fotosintètics de les plantes. Solen ser reservoris de midó, lípids o proteïnes, aspecte que fa que se'ls anomeni amiloplasts, eleoplasts, o proteoplasts respectivament. Tanmateix, a vegades no presenten aquesta funció de magatzematge, sinó que proveeixen a la cèl·lula un ampli ventall de funcions biosintètiques essencials, com ara la síntesi d'àcids grassos, alguns aminoàcids, i derivats tetrapirròlics. En general els leucoplasts són més petits que els cloroplasts, i tenen una morfologia variable, sovint descrita com ameboide.
Els etioplasts, que són cloroplasts immadurs i encara sense pigments, també poden ser considerats tècnicament leucoplasts. Després d'uns minuts d'exposició a la llum, els etioplasts comencen a transformar-se en cloroplasts funcionals, i deixen de ser leucoplasts.

## Arbrefilogenèticdels plastidis
- Plàstid
  - Cloroplast i etioplast
  - Cromoplast
  - Leucoplast
    - Amiloplast
    - Eleoplast
    - Proteoplast